# Urbana (Illinois)
Urbana es una ciudad en el estado de Illinois, Estados Unidos. Tiene una población de 36.395 habitantes, según el censo de 2000. Urbana es la cabecera del condado de Champaign. La alcalde actual es Laurel Prussing.

## Geografía
La ciudad tiene un área de aproximadamente 27 km².
Urbana se ubica adyacente a la ciudad vecina de Champaign, Illinois. Ambas ciudades están tan ligadas entre sí que a menudo se las identifica conjuntamente como Urbana-Champaign o bien Champaign-Urbana. Las dos ciudades son sede del campus principal de la Universidad de Illinois.

## Demografía
Según el censo de 2000, había 36.395 personas, 14.327 hogares y 6.217 familias residían en la villa. El censo oficial del 2000 usado es 37.362, sin embargo hay un error de conteo de la población final. La densidad de población era de 37.362,3 personas por milla cuadrada (1.339,6/km ²). Había 15.311 viviendas en una densidad media de 1.459,1/sq mi (563,5/km ²). La distribución por razas de la aldea era 67,01% blancos, 14,34% afroestadounidenses, 0,18% nativo americano, 14,24% asiáticos, 0,04% isleño del pacífico y 1,46% de dos o más razas. Hispanos o latinos de cualquier raza eran el 3,54% de la población.